# 想擁抱你 (Mr.Children單曲)
《想擁抱你》（日語：抱きしめたい），是日本樂團Mr.Children的第2張單曲。1992年12月1日發行。是Mr.Children未成名時期的代表作。

## 簡介
收錄於原創專輯《Kind of Love》中，與專輯同日發行。在Oricon公信榜單曲週榜中最高排行第56位，隨後斷斷續續進入榜單數次。Mr.Children在1993年成名後，《想擁抱你》成為他們的早期代表作，歌迷也熱衷於了解他們成名之前的作品。《CROSS ROAD》、《innocent world》等單曲發行時都使《想擁抱你》重返榜單。1996年，被用作當紅明星和久井映見和堤真一主演的富士系月九劇《天使之愛》的插曲（主題曲也是Mr.Children的《無名的詩》），再次重返公信榜100名內。總共在榜16週，在榜期間銷量為6.08萬張。
作為情感深刻、旋律優美的經典情歌，《想擁抱你》在Mr.Children成名之後的地位越來越高，被認為是日本一首婚禮定番曲，以及男士討女性歡心的必選歌曲之一。
這首歌也被很多音樂人所推崇，如LUNA SEA的主唱河村隆一就曾經翻唱過。

## 收錄曲目
1. 想擁抱你（抱きしめたい）
作詞、作曲：櫻井和壽；編曲：小林武史 & Mr.Children
1996年富士系月九劇《天使之愛》的插曲
2. 除了你的事情其它什麼也沒法思考（君の事以外は何も考えられない）
矢崎總業的廣告歌
3. 想擁抱你 (Instrumental Version)

## 翻唱
- 河村隆一（2007年，專輯《evergreen anniversary edition》）
- 杏里（2008年，專輯《tears of anri 2》）

## 外部連結
- 唱片介紹 （页面存档备份，存于） Mr.Children官方網站